# 西ケ丘町
- 西ヶ丘町

西ケ丘町（にしがおかちょう）は、青森県弘前市の地名。郵便番号は036-8225。2017年6月1日現在の人口は474人、世帯数は315世帯。

## 地理
- 弘南鉄道大鰐線弘前学院大前駅・弘高下駅沿線の西側、土淵川の東側沿い、青森県道130号桔梗野富田線北側に位置する町。北は寒沢町、土淵川をはさんで西は桔梗野、県道をはさんで南は稔町、線路をはさんで東は文京町に接する。

- 文京町・寒沢町とともに弘前大学の裏手であり、弘前学院大学が近いことからアパート・下宿が多く見られる。

## 歴史

### 沿革
- 1956年（昭和31年） - 富田から分離、西ケ丘町になる。

### 地名の由来
- 土淵川に西面する丘上地帯の町であることから。

## 小・中学校の学区
市立小・中学校に通う場合、学区は以下の通りとなる。
| 大字     | 番地 | 小学校             | 中学校             |
| -------- | ---- | ------------------ | ------------------ |
| 西ケ丘町 | 全域 | 弘前市立文京小学校 | 弘前市立第三中学校 |

## 交通
- 弘南バス

西ヶ丘（弘前駅 - 枡形・金属団地経由 - 桜ヶ丘線、他）停留所。